# 기국주의
기국주의(旗國主義)는 공해상(公海上)에 있는 선박은 선박 소속국, 즉 그 선박이 소속되어 그 국기를 게양하고 있는 국가의 국내법의 지배를 받으며, 그 국가만이 관할권을 가진다는 국제법상의 원칙이다. 자기 나라에 속한 선박에 대해 관할권을 유효 적절하게 행사함으로써 각 나라는 공해상에서 질서 유지를 위한 책임을 분담하고 있다. 다시 말해서 이 기국주의는 공해상에서 효과적인 질서 유지를 위해 마련된 제도이다.

## 같이 보기
- 대한민국 형법 제4조